# Mirco Scarantino
Mirco Scarantino est un haltérophile italien né le 16 janvier 1995.

## Palmarès

### Jeux olympiques
- 2012 à Londres
  - 12e en moins de 56 kg.

### Championnats d'Europe
- 2018 à Bucarest
  -  Médaille d'argent en moins de 56 kg.
- 2014 à Tel Aviv
  -  Médaille d'argent en moins de 56 kg.